# Yogi and the Invasion of the Space Bears
Yogi and the Invasion of the Space Bears (br: Zé Colmeia e a Invasão dos Ursos Espaciais) foi um telefilme produzido em 1988 pela Hanna-Barbera como parte da série  Hanna-Barbera Superstar 10,  estrelando Zé Colmeia e Catatau.

## Enredo
Zé Colmeia e Catatau são raptados por uma raça alienígena, que pretende clonar os ursos, e criar um exército deles, a fim de dominar o planeta Terra.

## Vozes originais
- Daws Butler: Zé Colmeia
- Don Messick: Catatau,Guarda Smith
- Julie Bennett: Cindy
- Peter Cullen: Guarda Roubideux
- Susan Blu: Snulu
- Sorrell Booke: Mountain Bear
- Townsend Coleman: Zor One
- Rob Paulsen: Zor Two
- Maggie Roswell: Little Girl
- Michael Rye: Guarda Jones
- Frank Welker: DX Nova
- Patric Zimmerman: Guarda Brown